# CKM-Matrix
Die Cabibbo-Kobayashi-Maskawa-Matrix (CKM-Matrix {\displaystyle V_{UD}}) ist eine unitäre 3×3-Matrix, die im Rahmen des Standardmodells der Teilchenphysik repräsentiert, in welchen statistischen Anteilen sich Quarks dreier Flavour-Generationen (jeweils {\displaystyle u}-Typ-Quarks mit Ladung 2⁄3 e; beziehungsweise {\displaystyle d}-Typ-Quarks mit Ladung −1⁄3 e) durch Wechselwirkung mit einem (geladenen) W-Boson in andere Quarks der entsprechenden Ladung umwandeln können (das heißt nach Normierung bezüglich aller anderen Phasenraumabhängigkeiten). Die CKM-Matrix wird deshalb auch als Quark-Mischungsmatrix bezeichnet.

## Überblick
Das von Nicola Cabibbo in Betrachtung von zwei Quarkgenerationen entwickelte theoretische Konzept der Vermischung von Quarkgenerationen durch Flavour-ändernde geladene Ströme (FCCC) wurde von Makoto Kobayashi und Toshihide Masukawa (Maskawa) auf drei Generationen erweitert. Die Mischung der Flavorzustände wird durch die sogenannte CKM-Matrix (benannt nach den Initialen der drei Physiker) beschrieben. Seit der Verleihung des Nobelpreises an Kobayashi und Masukawa, nicht aber an Cabibbo, wird sie manchmal auch nur noch Kobayashi-Maskawa-Matrix (KM-Matrix) genannt.
Ihre Definition ergibt sich aus der Betrachtung bestimmter Übergangswahrscheinlichkeiten:
Falls sich ein {\displaystyle u}-Typ-Quark von bestimmtem Flavour, {\displaystyle u_{i}}, unter Emission eines positiv geladenen {\displaystyle W^{+}}-Bosons in ein {\displaystyle d}-Typ-Quark umgewandelt hat, dann entspricht das Betragsquadrat des Matrixelements, {\displaystyle |V_{ij}|^{2}}, der (geeignet normierten) Übergangswahrscheinlichkeit zu einem Quark des Flavours {\displaystyle d_{j}}.
Ebenfalls definitionsgemäß entspricht der Wert {\displaystyle |V_{ij}|^{2}} auch umgekehrt der (geeignet normierten) Wahrscheinlichkeit für den Übergang eines Quarks {\displaystyle d_{j}} zu Quark {\displaystyle u_{i}}; unter Voraussetzung der damit einhergehenden Emission eines {\displaystyle W^{-}}-Bosons.
Die CKM-Matrix wird physikalisch eindeutig durch drei reelle Parameter sowie eine komplexe Phase beschrieben (weitere fünf Phasen, die mathematisch auftreten, haben keine physikalische Bedeutung). Die Übergangswahrscheinlichkeiten der Quarks sind deswegen nicht völlig unabhängig voneinander, sondern gehorchen gewissen Relationen – entsprechend der Forderung des Standardmodells, die experimentell überprüfbar ist und bisherigen Tests standgehalten hat. Deshalb wird die experimentell zu bestimmende Matrix von Werten, deren Betragsquadrate die experimentell festgestellten Quark-Übergangswahrscheinlichkeiten insgesamt repräsentieren, ebenfalls CKM-Matrix genannt.
Die physikalische Bedeutung der komplexen Phase liegt in der CP-Verletzung der schwachen Wechselwirkung. Bemerkenswert ist, dass erst ab einer Dimension von drei eine physikalische komplexe Phase auftreten kann, also CP-Verletzung (mindestens) drei Quarkgenerationen erfordert. Für ihre auf dieser Überlegung basierende Voraussage einer dritten Generation von Quarks erhielten Kobayashi und Maskawa zusammen mit Yōichirō Nambu 2008 den Physik-Nobelpreis.
Aus Neutrino-Experimenten ist bekannt, dass es in Analogie zur CKM-Matrix auch eine leptonische Mischungsmatrix gibt. Diese wird als Pontecorvo-Maki-Nakagawa-Sakata-Matrix (PMNS-Matrix) bezeichnet.

## Die CKM-Matrix und Transformationen zwischen Eigenzustandssystemen
Wie oben bereits skizziert, beschreibt die CKM-Matrix den Zusammenhang zwischen den Quarkflavour-Gehalten eines gegebenen Anfangszustandes und eines entsprechenden Endzustandes, deren Übergang vollständig durch Flavour-ändernde geladene Ströme (also durch {\displaystyle W}-Boson-Wechselwirkung erster Ordnung) bewirkt wurde.
Entsprechende Matrixgleichungen (in denen die neun CKM-Matrix-Elemente und die Flavour-Eigenzustände der sechs Quarks explizit benannt sind) lauten
{\displaystyle {\begin{bmatrix}V_{ud}&V_{us}&V_{ub}\\V_{cd}&V_{cs}&V_{cb}\\V_{td}&V_{ts}&V_{tb}\end{bmatrix}}{\begin{bmatrix}\langle d|D_{\rm {init}}\rangle \\\langle s|D_{\rm {init}}\rangle \\\langle b|D_{\rm {init}}\rangle \end{bmatrix}}={\begin{bmatrix}\langle u|U_{\rm {end}}\rangle \\\langle c|U_{\rm {end}}\rangle \\\langle t|U_{\rm {end}}\rangle \\\end{bmatrix}}}
für einen Anfangszustand {\displaystyle |D_{\rm {init}}\rangle }, der ausschließlich {\displaystyle d}-Typ-Quarks enthielt; und definitionsgemäß ebenso
{\displaystyle {\begin{bmatrix}\langle u|U_{\rm {init}}\rangle \\\langle c|U_{\rm {init}}\rangle \\\langle t|U_{\rm {init}}\rangle \\\end{bmatrix}}={\begin{bmatrix}V_{ud}&V_{us}&V_{ub}\\V_{cd}&V_{cs}&V_{cb}\\V_{td}&V_{ts}&V_{tb}\end{bmatrix}}{\begin{bmatrix}\langle d|D_{\rm {end}}\rangle \\\langle s|D_{\rm {end}}\rangle \\\langle b|D_{\rm {end}}\rangle \\\end{bmatrix}}}
für einen Anfangszustand {\displaystyle |U_{init}\rangle }, der ausschließlich {\displaystyle u}-Typ-Quarks enthielt.
Nun besteht eine selbstverständliche theoretische Möglichkeit (und auch ein gesicherter experimenteller Befund) darin, dass sich die entsprechende CKM-Matrix von einer Einheitsmatrix unterscheidet:
{\displaystyle V_{UD}\neq 1^{3\times 3}}
In anderen Worten sagt man, dass die elektroschwache Wechselwirkung die drei betrachteten Quarkgenerationen vermischt, wobei die Zuordnung des Quarkflavour-Gehalts bestimmter Anfangs- sowie Endzustände in die drei Generationen experimentell aufgrund ihrer deutlich verschiedenen Quarkmassen erfolgt.
Ein Bezugssystem zur Darstellung der beschriebenen Anfangs- und Endzustände kann aber stattdessen auch so gewählt werden, dass ihr durch Flavour-ändernde geladene Ströme bewirkter Zusammenhang doch durch eine Einheitsmatrix dargestellt ist. Eine solche Diagonalisierung wird durch Bezug auf das System sogenannter Eigenzustände der elektroschwachen Wechselwirkung ({\displaystyle |d_{w}\rangle }, {\displaystyle |u_{w}\rangle }, {\displaystyle |s_{w}\rangle } und so weiter) erreicht:
{\displaystyle {\begin{bmatrix}1&0&0\\0&1&0\\0&0&1\\\end{bmatrix}}{\begin{bmatrix}\langle d_{w}|D_{\rm {init}}\rangle \\\langle s_{w}|D_{\rm {init}}\rangle \\\langle b_{w}|D_{\rm {init}}\rangle \end{bmatrix}}={\begin{bmatrix}\langle u_{w}|U_{\rm {end}}\rangle \\\langle c_{w}|U_{\rm {end}}\rangle \\\langle t_{w}|U_{\rm {end}}\rangle \\\end{bmatrix}}}
(In einer verbreiteten Notation werden Eigenzustände der elektroschwachen Wechselwirkung auch als {\displaystyle |d'\rangle }, {\displaystyle |u'\rangle }, {\displaystyle |s'\rangle } und so weiter bezeichnet.)
Der Vergleich mit der ersten Matrixgleichung zeigt, dass die CKM-Matrix als Produkt zweier unitärer Transformationsmatrizen {\displaystyle A_{{U_{w}}U}} beziehungsweise {\displaystyle A_{{D_{w}}D}} aufgefasst werden kann, die, getrennt für {\displaystyle u}- beziehungsweise {\displaystyle d}-Typ-Quarks, den Zusammenhang zwischen dem System der Eigenzustände der elektroschwachen Wechselwirkung und dem System von Quarkmasse-Eigenzuständen (das heißt auch Eigenzuständen des Flavours) darstellen:
{\displaystyle {\begin{bmatrix}V_{ud}&V_{us}&V_{ub}\\V_{cd}&V_{cs}&V_{cb}\\V_{td}&V_{ts}&V_{tb}\end{bmatrix}}\equiv {\begin{bmatrix}\langle u|u_{w}\rangle &\langle u|c_{w}\rangle &\langle u|t_{w}\rangle \\\langle c|u_{w}\rangle &\langle c|c_{w}\rangle &\langle c|t_{w}\rangle \\\langle t|u_{w}\rangle &\langle t|c_{w}\rangle &\langle t|t_{w}\rangle \end{bmatrix}}{\begin{bmatrix}\langle d_{w}|d\rangle &\langle d_{w}|s\rangle &\langle d_{w}|b\rangle \\\langle s_{w}|d\rangle &\langle s_{w}|s\rangle &\langle s_{w}|b\rangle \\\langle b_{w}|d\rangle &\langle b_{w}|s\rangle &\langle b_{w}|b\rangle \end{bmatrix}}}
In kompakterer Form lautet dieses Matrixprodukt:
{\displaystyle V_{UD}\equiv A_{{U_{w}}U}^{\dagger }A_{{D_{w}}D}}
Die CKM-Matrix {\displaystyle V_{UD}} kann selbst ebenfalls als Transformationsmatrix aufgefasst werden, die zwischen dem Bezugssystem der {\displaystyle d}-Typ-Quarks und einem geeigneten anderen Bezugssystem vermittelt, dessen drei voneinander unabhängige Elemente in einer anderen, ebenfalls verbreiteten Notation {\displaystyle |d'\rangle }, {\displaystyle |s'\rangle } und {\displaystyle |b'\rangle } bezeichnet werden (die aber konzeptionell von den oben genannten Eigenzuständen der schwachen Wechselwirkung unterschieden werden müssen). Es handelt sich dabei gerade um die Zustände, die unter {\displaystyle W}-Boson-Wechselwirkung erster Ordnung jeweils genau und vollständig zu den {\displaystyle u}-Typ-Quarks {\displaystyle |u\rangle } oder {\displaystyle |c\rangle } beziehungsweise {\displaystyle |t\rangle } koppeln. Entsprechend schreibt man:
{\displaystyle {\begin{bmatrix}V_{ud}&V_{us}&V_{ub}\\V_{cd}&V_{cs}&V_{cb}\\V_{td}&V_{ts}&V_{tb}\end{bmatrix}}{\begin{bmatrix}\left|d\right\rangle \\\left|s\right\rangle \\\left|b\right\rangle \end{bmatrix}}={\begin{bmatrix}\left|d'\right\rangle \\\left|s'\right\rangle \\\left|b'\right\rangle \end{bmatrix}}}

## Unitarität der CKM-Matrix als Forderung des Standardmodells und Gegenstand aktueller Forschung
Wie schon eingangs bemerkt, wird die Bezeichnung „CKM-Matrix“ sowohl für die Matrix verwendet, die Kobayashi und Maskawa im Rahmen der Theorie der elektroschwachen Wechselwirkung definierten, um einen Mechanismus der CP-Verletzung zu konstruieren, als auch für die im Rahmen der Experimentalphysik zu ermittelnde Matrix von Werten, deren Betragsquadrate gemessene Quark-Übergangswahrscheinlichkeiten repräsentieren.
Die CKM-Matrix im theoretischen Sinne einerseits ist als unitär definiert und insbesondere exakt darstellbar als ein Produkt zweier unitärer Transformationsmatrizen (die, jeweils für die Quarks gleicher Ladung, den Zusammenhang beziehungsweise die Mischung von Masseeigenzuständen und Eigenzuständen der schwachen Wechselwirkung beschreiben).
Die CKM-Matrix im experimentellen Sinne andererseits erfüllt nicht zwangsläufig und von vornherein die Unitaritäts-Bedingung. Stattdessen ist nur experimentell, durch Gewinnung von Messwerten zu beantworten, ob beziehungsweise innerhalb welcher Genauigkeit diese Matrix unitär ist, oder nicht.
Die Vorhersage, dass auch die experimentelle Matrix tatsächlich unitär ist, und dass folglich die Theorie der elektroschwachen Wechselwirkung (GWS-Theorie) mit drei Generationen von Quarkflavours geeignet ist und ausreicht, um alle auffindbaren Änderungen von Quarkflavour-Gehalten auch quantitativ korrekt zu beschreiben und in Form von Werten der Elemente einer exakt unitären 3×3-Matrix zusammenzufassen, ist ein wesentlicher (also keineswegs trivialer) Aspekt des Standardmodells.
In der mathematischen Bedingung der Unitarität einer 3×3-Matrix können Teilbedingungen unterschieden werden, denen wiederum einzelne Aspekte des Standardmodells entsprechen. Insbesondere kann die folgende sogenannte Diagonalbedingung separat betrachtet werden:
{\displaystyle \sum _{k=1}^{3}|V_{ik}|^{2}=\sum _{n=1}^{3}|V_{nj}|^{2}=1,}
für jeden einzelnen Quarkflavour {\displaystyle u_{i}} oder {\displaystyle d_{j}}. Dem entspricht die experimentelle Erwartung schwacher Universalität, dass jegliche Wechselwirkungsstärke, die zu Änderungen des Quarkflavour-Gehaltes führt, für alle Quarks insgesamt gleich ist (und demnach bei der Normierung nicht ausdrücklich berücksichtigt werden muss). Damit verbindet sich außerdem die Modell-Erwartung und der bisherige experimentelle Befund, dass jegliche Änderungen des Quarkflavour-Gehaltes (das heißt abgesehen von Paarerzeugung beziehungsweise -vernichtung) ausschließlich durch die elektroschwache Wechselwirkung (also Kopplung zu {\displaystyle W}-Bosonen) innerhalb von drei Quarkgenerationen erfolgen.
Die verbleibenden Teilbedingungen zur Unitarität einer 3×3-Matrix (Nebendiagonalbedingungen) lassen sich durch sogenannte unitäre Dreiecke darstellen. Die entsprechenden zum Standardmodell gehörigen experimentellen Erwartungen oder Vorhersagen beziehen sich unter anderem ausdrücklich auf Messwerte zur CP-Verletzung.
Die Beträge der Koeffizienten der CKM-Matrix lauten wie folgt:
{\displaystyle (|V_{ij}|)={\begin{bmatrix}0{,}97434(16)&0{,}22500(67)&0{,}00369(11)\\0{,}22486(67)&0{,}97349(16)&0{,}04182(_{-74}^{+85})\\0{,}00857(_{-18}^{+20})&0{,}04110(_{-72}^{+84})&0{,}999118(_{-36}^{+31})\end{bmatrix}}}
Hier ist also eine deutliche Abstufung nach Generationen erkennbar: Übergänge innerhalb der gleichen Generation sind deutlich bevorzugt; bei Übergängen zwischen den Generationen wird die Unterdrückung von 1↔2 über 2↔3 bis hin zu 1↔3 immer stärker.

## Abzählung der freien Parameter
Um die freien Parameter der CKM-Matrix abzuzählen, geht man folgendermaßen vor:
1. Eine komplexe N×N-Matrix hat {\displaystyle 2N^{2}} reelle Parameter.
2. Die CKM-Matrix ist unitär, es gilt also {\displaystyle \sum _{k}V_{ik}V_{jk}^{*}=\delta _{ij}}. Es ergeben sich {\displaystyle N^{2}} Bedingungen, die die Anzahl der freien Parameter auf {\displaystyle N^{2}} reduzieren.
3. Jedes Quarkfeld kann eine Phase absorbieren. Eine globale Phase ist unbeobachtbar. Daher reduzieren sich die freien Parameter um weitere {\displaystyle 2N-1} und es verbleiben {\displaystyle (N-1)^{2}} freie Parameter.

Von diesen sind {\displaystyle N(N-1)/2} Rotationswinkel, die als Quarkmischungswinkel bezeichnet werden. Die verbleibenden {\displaystyle (N-1)(N-2)/2} Parameter sind komplexe Phasen, die die CP-Verletzung verursachen. Speziell verbleibt für {\displaystyle N=2} also nur ein Mischungswinkel für die Quarks, der Cabibbo-Winkel, während sich im Falle {\displaystyle N=3} für das Standardmodell drei Quarkmischungswinkel und eine CP-verletzende komplexe Phase ergeben.

### Standard-Parametrisierung
In Termen der drei Mischungswinkel und der Phase folgt für die CKM-Matrix
{\displaystyle V={\begin{pmatrix}c_{12}c_{13}&s_{12}c_{13}&s_{13}e^{-\mathrm {i} \delta }\\-s_{12}c_{23}-c_{12}s_{23}s_{13}e^{\mathrm {i} \delta }&c_{12}c_{23}-s_{12}s_{23}s_{13}e^{\mathrm {i} \delta }&s_{23}c_{13}\\s_{12}s_{23}-c_{12}c_{23}s_{13}e^{\mathrm {i} \delta }&-c_{12}s_{23}-s_{12}c_{23}s_{13}e^{\mathrm {i} \delta }&c_{23}c_{13}\end{pmatrix}},}
wobei die Abkürzungen {\displaystyle s_{ij}=\sin \theta _{ij}} und {\displaystyle c_{ij}=\cos \theta _{ij}} eingeführt wurden. {\displaystyle \theta _{ij}} sind die Quark-Mischungswinkel zwischen den Quarkgenerationen {\displaystyle i} und {\displaystyle j} ({\displaystyle i,j=1,2,3}). Dabei ist {\displaystyle \theta _{12}} der Cabibbo-Winkel. {\displaystyle \delta } ist die CP-verletzende Phase. Da {\displaystyle s_{13}} und {\displaystyle s_{23}} sehr klein sind, kann mit hoher Genauigkeit näherungsweise gesetzt werden:
{\displaystyle s_{12}\approx |V_{us}|\qquad s_{13}\approx |V_{ub}|\qquad s_{23}\approx |V_{cb}|}
Die experimentellen Werte betragen für {\displaystyle \theta _{12}} rund 13 Grad, für {\displaystyle \theta _{13}} rund 0,2 Grad, für {\displaystyle \theta _{23}} rund 2,4 Grad und für {\displaystyle \delta } rund 1,2 Rad.
Die Matrix entsteht durch Ausmultiplikation des Produkts der Einzelmatrizen
{\displaystyle V={\begin{aligned}&{\begin{pmatrix}1&0&0\\0&c_{23}&s_{23}\\0&-s_{23}&c_{23}\end{pmatrix}}{\begin{pmatrix}c_{13}&0&s_{13}e^{-i\delta _{13}}\\0&1&0\\-s_{13}e^{i\delta _{13}}&0&c_{13}\end{pmatrix}}{\begin{pmatrix}c_{12}&s_{12}&0\\-s_{12}&c_{12}&0\\0&0&1\end{pmatrix}}\end{aligned}}}
Die Einzelmatrizen beschreiben jeweils Drehungen mit den Winkeln {\displaystyle \theta _{ij}} zwischen jeweils zwei Quarkgenerationen {\displaystyle i} und {\displaystyle j}. Sie haben die Form von Euler-Winkeln.

### Wolfenstein-Parametrisierung
Es existiert eine näherungsweise Parametrisierung der CKM-Matrix nach Lincoln Wolfenstein in Termen des Sinus des Cabibbo-Winkels {\displaystyle \lambda =s_{12}}. Die Wolfenstein-Parametrisierung lautet
{\displaystyle V={\begin{pmatrix}1-{\frac {1}{2}}\lambda ^{2}&\lambda &A\lambda ^{3}(\rho -\mathrm {i} \eta )\\-\lambda &1-{\frac {1}{2}}\lambda ^{2}&A\lambda ^{2}\\A\lambda ^{3}(1-\rho -\mathrm {i} \eta )&-A\lambda ^{2}&1\end{pmatrix}}+{\mathcal {O}}(\lambda ^{4}).}
Die drei verbleibenden Parameter {\displaystyle A,\eta ,\rho } stehen wie folgt in Verbindung zu den Winkeln der Standard-Parametrisierung:
{\displaystyle A={\frac {s_{23}}{s_{12}^{2}}}\qquad \eta ={\frac {s_{13}}{s_{12}s_{23}}}\sin \delta \qquad \rho ={\frac {s_{13}}{s_{12}s_{23}}}\cos \delta }

## Beobachtungen und Vorhersagen

Unitäres Dreieck für

Man erkennt, dass Quark-Übergänge innerhalb einer Generation mit der größten Wahrscheinlichkeit auftreten (Diagonalelemente nahe bei eins), während Übergänge zwischen verschiedenen Generationen (zum Beispiel der Zerfall eines s-Quarks in das leichtere, stabile u-Quark) unterdrückt sind. Dies erklärt die relativ lange Lebensdauer für einige Mesonen, die Quarks höherer Generationen enthalten.
Aus der Unitaritätsbedingung {\displaystyle AA^{\dagger }=1^{3\times 3}} erhalten wir folgende Beziehungen:
{\displaystyle V_{\text{ud}}{\bar {V}}_{\text{us}}+V_{\text{cd}}{\bar {V}}_{\text{cs}}+V_{\text{td}}{\bar {V}}_{\text{ts}}=0}
{\displaystyle V_{\text{ud}}{\bar {V}}_{\text{ub}}+V_{\text{cd}}{\bar {V}}_{\text{cb}}+V_{\text{td}}{\bar {V}}_{\text{tb}}=0}
{\displaystyle V_{\text{us}}{\bar {V}}_{\text{ub}}+V_{\text{cs}}{\bar {V}}_{\text{cb}}+V_{\text{ts}}{\bar {V}}_{\text{tb}}=0}
Da die Produkte der Matrixelemente wiederum komplex sind, kann man diese als Vektoren in der komplexen Zahlenebene darstellen. Da die Summe dieser Vektoren Null ergibt, kann man diese Vektoren zu einem Dreieck zusammenfügen und erhält somit das sogenannte Unitaritätsdreieck. Viele Forschungsgruppen beschäftigen sich aktuell mit der Winkelbestimmung dieses Dreiecks über die Zerfälle von {\displaystyle B}- und {\displaystyle K}-Mesonen.
Die Unitarität der CKM-Matrix ist Gegenstand der aktuellen Forschung. Man versucht beispielsweise über die elektroschwache Produktion einzelner Top-Quarks das Matrixelement {\displaystyle V_{tb}} zu messen oder Unstimmigkeiten im Unitaritätsdreieck zu finden. Sollte die Unitarität der CKM-Matrix verletzt sein, wäre dies ein Hinweis auf eine Physik jenseits des Standardmodells.